# Королевство Фиджи
Королевство Фиджи или Королевство Вити — историческое государство, существовавшее на островах Фиджи в период с 1871 года по 1874 год. Королевство Фиджи было первым объединенным фиджийским государством, и оно охватило все современные Фиджи, за исключением острова Ротома.

## Предыстория
В 1865 году по инициативе британского консула Джонса и миссионеров была сформирована конфедерация фиджийских государств во главе с местными вождями, которая стала попыткой ввести на архипелаге централизованное правительство при сохранении самоуправления на местном уровне. Номинально во главе нового государственного образования оказался Такомбау. Однако эксперимент по объединению всех островов Фиджи в виде конфедерации оказался безуспешным, а финансовое положение Такомбау с каждым годом в связи с «американским долгом» становилось всё более шатким. В этой связи в 1867 году Такомбау пошёл на заключение сделки с «Полинезийской компанией». Согласно ей, компания выплачивала США долг Фиджи, а Фиджи в обмен предоставляло компании 200 тысяч акров земли на архипелаге. Вскоре после этого на острова хлынул поток европейцев.

## История
В 1871 году около 3 тысяч европейцев, проживавших на архипелаге, признали в лице Такомбау короля всех островов Фиджи. В результате вновь было сформировано новое правительство, ключевые позиции в котором заняли представители европейских поселенцев. Был сформирован и законодательный совет. Но политическая ситуация в стране от этого не стала лучше: острова Фиджи находились на грани банкротства, страну потрясали многочисленные конфликты на расовой почве, которые возникли с ростом численности иностранной рабочей силы. Провозглашение Такомбау королем встретило сопротивление со стороны других вождей, которые считали его в лучшем случае первым среди равных. Однако в июне 1871 года британский почетный консул Джон Бейтс Терстон убедил фиджийских вождей принять конституционную монархию.
На фоне политической нестабильности Такомбау и совет вождей приняли решение об обращении за помощью к британскому правительству. Ещё в июне 1873 года британская Палата общин выступила с инициативой или захвата островов Фиджи, или установления над ними протектората. Впоследствии на архипелаг были отправлены британские уполномоченные, которые должны были подготовить доклад о политической ситуации на далёких островах в Тихом океане. Доклад был представлен британскому парламенту в июне 1874 года. В нём говорилось о необходимости превращения Фиджи в коронную колонию. Новый министр колоний в правительстве Бенджамина Дизраэли, Генри Герберт Карнарвон, поддержал заключение британских уполномоченных. Уже в сентябре 1874 года на острова Фиджи был направлен губернатор Нового Южного Уэльса, который должен был провести переговоры об окончательных условиях цессии. 10 октября 1874 года король Такомбау и ещё одиннадцать вождей, в том числе Энеле Маафу, подписали Акт о цессии архипелага. Было сформировано переходное правительство, в обязанности которого входило управление островами до прибытия в Фиджи губернатора и официального провозглашения о создании колонии.